# Bafing
Bafing je reka, ki teče skozi Gvinejo in Mali. Skupaj z rekama Bakoj in Bafoulabé se združi v reko Sénégal v zahodnem Maliju.
Med letoma 1895 je 1898 Gustave Eiffel zgradil železniški most čez to reko blizu mesta Mahinady. Na reki se nahaja tudi jez Manantali.